# Yoo Hae-won
Yoo Hae-won (kor. 유해원; * 7. November 1992; später bekannt als Yoo Chae-ran) ist eine südkoreanische Badmintonspielerin. 

## Karriere
Yoo Hae-won belegte bei den Iceland International 2012 Rang zwei im Doppel mit Ko A-ra. Beim Korea Grand Prix Gold 2012 erkämpften beide gemeinsam Platz drei im Doppel. Anfang 2013 stand die Paarung im Viertelfinale der Malaysia Super Series 2013, wo man den späteren Finalisten Misaki Matsutomo und Ayaka Takahashi aus Japan knapp in drei Sätzen unterlag.